# باسیه، اتک
باسیه (به انگلیسی: Basia) یک منطقهٔ مسکونی در پاکستان است که در ناحیه اتک واقع شده‌است.